# Osney Hill
Osney Hill var en civil parish från 1858 till 1932 då den blev en del av North Leigh, i grevskapet Oxfordshire, i England. Civil parish var belägen 15 km från Oxford och hade 9 invånare år 1931.